# Nombre rationnel
Un nombre rationnel est, en mathématiques, un nombre qui peut s'exprimer comme le quotient de deux entiers relatifs. On peut ainsi écrire les nombres rationnels sous forme de fractions notées de la façon suivante :
{\displaystyle {\frac {a}{b}}}
où {\displaystyle a}, le numérateur, est un entier relatif et {\displaystyle b}, le dénominateur, est un entier relatif non nul.
Par exemple, {\displaystyle \textstyle {\frac {1}{2}}}, {\displaystyle \textstyle {\frac {-5}{7}}} ou {\displaystyle \textstyle {\frac {-3}{-9}}} sont des nombres rationnels.
Tout nombre entier {\displaystyle n} est aussi un nombre rationnel :  il peut s'exprimer sous la forme {\displaystyle \textstyle {\frac {n}{1}}}.
Chaque nombre rationnel peut s'écrire d'une infinité de manières différentes sous forme de fraction, par exemple :
{\displaystyle {\frac {1}{2}}={\frac {2}{4}}={\frac {3}{6}}=\ldots }
Mais il existe une forme privilégiée d'écriture : tout nombre rationnel non nul s'exprime de manière unique comme fraction dont le numérateur et le dénominateur sont premiers entre eux avec un dénominateur positif. On appelle cette expression une fraction irréductible. Dans l'exemple qui précède, c'est {\displaystyle \textstyle {\frac {1}{2}}} qui est la fraction irréductible.
Le développement décimal d'un nombre rationnel est soit fini, par exemple  {\displaystyle \textstyle {\frac {1}{2}}=0,\!5}, soit périodique au bout d'une certaine décimale, par exemple
{\displaystyle {\frac {3}{105}}=0,\!0285\underbrace {714285} \underbrace {714285} \underbrace {714285} \underbrace {7\ldots \ldots } }
Cela est vrai dans n'importe quelle base. Réciproquement, si un nombre possède un développement décimal fini ou périodique dans au moins une base, alors c'est un nombre rationnel.
Un nombre réel qui n'est pas rationnel est dit irrationnel. L'ensemble des nombres rationnels muni des opérations usuelles d'addition et de multiplication  est un corps commutatif, noté Q ou ℚ . De par sa définition :
{\displaystyle \mathbb {Q} =\left\{\left.{\frac {m}{n}}\right|(m,n)\in \mathbb {Z} \times \mathbb {N} ^{*}\right\}}
où ℤ est l'anneau des entiers relatifs et {\displaystyle \mathbb {N} ^{*}} l'ensemble des entiers strictement positifs.
L'origine de l'utilisation de la lettre Q pour désigner cet ensemble est attribuée communément à Peano en 1895 d'après l'initiale du mot italien quoziente, quotient. Il semblerait que Peano ait plutôt utilisé la lettre r, initiale de razionale, et que la première utilisation de Q soit plus récente, dans un article de Bourbaki en 1940.

## Développement décimal
Comme tous les réels, les rationnels admettent une représentation en développement décimal illimité. Le développement décimal des nombres rationnels a la particularité d'être périodique. C'est-à-dire qu'il existe un suffixe constitué d'une séquence finie de chiffres se répétant continuellement. Cette séquence est appelée : « période du développement décimal illimité ».
Le développement décimal illimité d'un nombre réel, et a fortiori d'un nombre rationnel, est unique si on s'interdit de finir par une séquence périodique composée de ’9’. En effet, dans ce dernier cas, il existera une écriture équivalente se terminant par une période composée de ’0’, et mieux encore, un développement décimal limité équivalent.
Conventionnellement, lorsque nous écrivons un nombre avec les chiffres arabes dans le système décimal nous traçons, s'il y a lieu, une barre horizontale au-dessous de la séquence périodique. Il est aussi possible de mettre un point au-dessus de chaque chiffre de la période, mais cette notation est beaucoup moins utilisée.
Lorsqu'une période est indiquée nous devons faire référence à un nombre rationnel et c'est pour cette raison que d'une manière rigoureuse :
{\displaystyle {\frac {1}{3}}=0{,}{\underline {3}}...=\lim _{x\rightarrow +\infty }\left(\sum _{n=1}^{x}{\frac {3}{10^{n}}}\right).}
Mais également :
{\displaystyle 1=1{,}{\underline {0}}...=0{,}{\underline {9}}...=0{,}99999...}
Le développement décimal illimité d'un nombre rationnel est périodique et, réciproquement, un nombre à développement décimal périodique est toujours rationnel. Ce critère est néanmoins malcommode pour évaluer la rationalité d'un nombre. Un deuxième critère est donné par l’utilisation de fractions continues. Un nombre est rationnel si et seulement si son développement en fraction continue est fini. Cette méthode est à l'origine des premières démonstrations de l'irrationalité de la base e du logarithme népérien et de π.
Ainsi, le nombre {\displaystyle 0{,}12\,122\,1222\,12222...\,} (où l'on a des séquences de ’2’ de plus en plus longues) est irrationnel car il n'y a pas de période.

## Arithmétique des rationnels
Soient a, b, c, d quatre entiers, avec b et d non nuls.
L'égalité de deux nombres rationnels est donnée par :
{\displaystyle {\frac {a}{b}}={\frac {c}{d}}\Longleftrightarrow ad=bc.}
L'addition de deux nombres rationnels est donnée par :
{\displaystyle {\frac {a}{b}}+{\frac {c}{d}}={\frac {ad+bc}{bd}}.}
On démontre que cette égalité ne dépend pas du choix des représentants pour chaque nombre rationnel. L'opposé d'un nombre rationnel est donné par :
{\displaystyle -\left({\frac {a}{b}}\right)={\frac {-a}{b}}={\frac {a}{-b}}.}
La multiplication de deux nombres rationnels est donnée par :
{\displaystyle {\frac {a}{b}}\times {\frac {c}{d}}={\frac {ac}{bd}}.}
On démontre que cette égalité ne dépend pas du choix des représentants pour chaque nombre rationnel. L'inverse  d'un nombre rationnel non nul est donné par :
{\displaystyle \left({\frac {a}{b}}\right)^{-1}={\frac {b}{a}}}
lorsque a est non nul.
La division (le quotient) de deux nombres rationnels est donnée par :
{\displaystyle {\frac {\displaystyle \;{\frac {a}{b}}\;}{\displaystyle \;{\frac {c}{d}}\;}}={\frac {ad}{bc}}.}
lorsque c est non nul (de sorte que {\displaystyle \textstyle {\frac {c}{d}}} soit non nul).

## Fraction égyptienne
Tout nombre rationnel positif peut s'exprimer comme somme d'inverses d'entiers naturels distincts. Par exemple, on a :
{\displaystyle {\frac {5}{7}}={\frac {1}{2}}+{\frac {1}{6}}+{\frac {1}{21}}.}

## Construction formelle

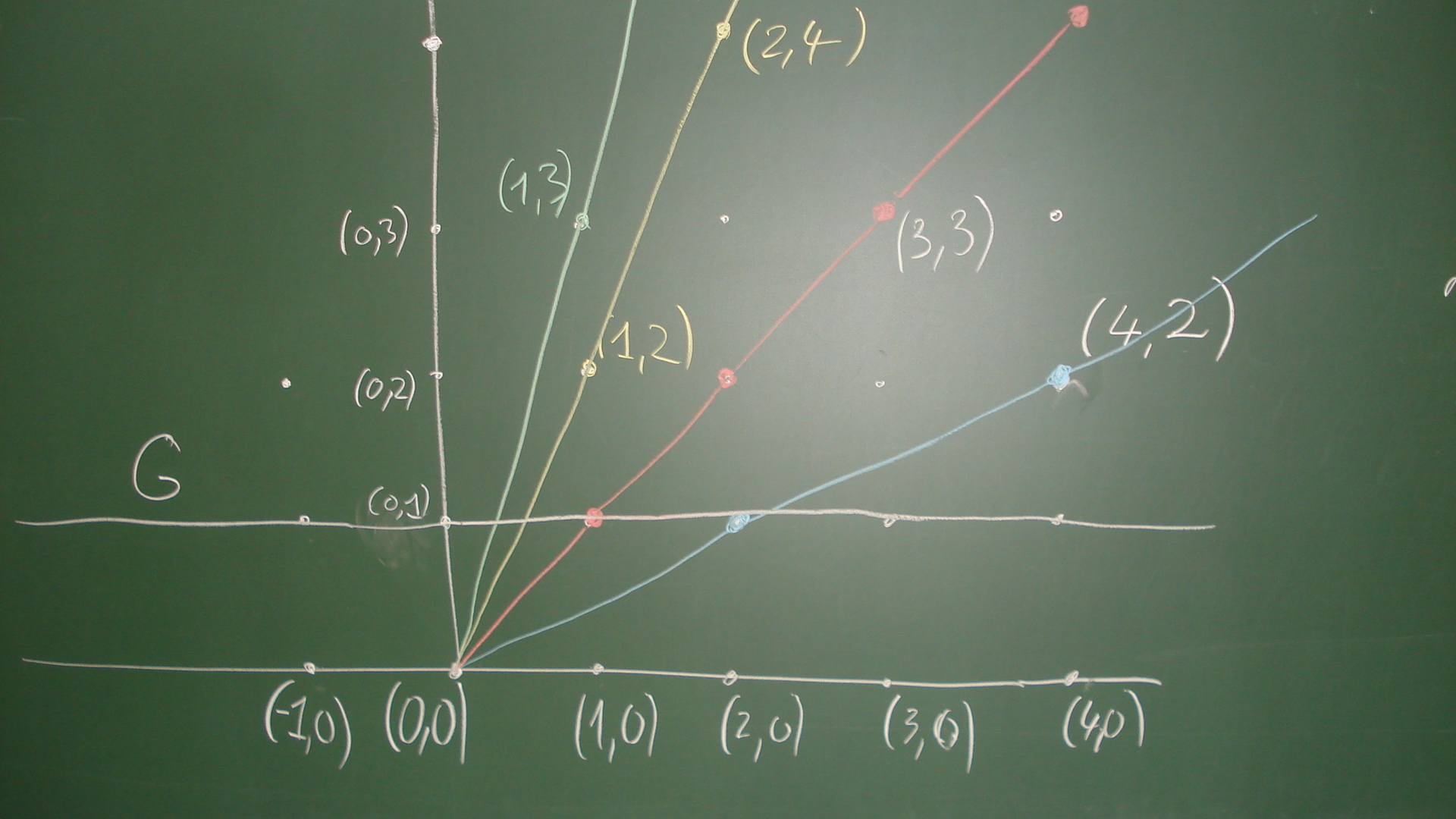
Construction des nombres rationnels sur un tableau

On peut voir un nombre rationnel comme la classe d'équivalence d'une paire ordonnée d'entiers, par la relation d'équivalence suivante :
{\displaystyle \forall \left(a,b\right)\in \mathbb {Z} \times (\mathbb {Z} \setminus \left\{0\right\})\quad \forall \left(c,d\right)\in \mathbb {Z} \times (\mathbb {Z} \setminus \left\{0\right\})\quad (a,b)\,{\mathcal {R}}\,(c,d)\Longleftrightarrow ad=bc.}
On note alors {\displaystyle \mathbb {Q} ={\big (}\mathbb {Z} \times (\mathbb {Z} \setminus \left\{0\right\}){\big )}/{\mathcal {R}}}, c'est-à-dire que l'ensemble des nombres rationnels est le quotient de {\displaystyle \mathbb {Z} \times (\mathbb {Z} \setminus \left\{0\right\})} par la relation d'équivalence.
On peut ensuite injecter les entiers dans les rationnels, et définir des lois de composition interne pour se donner une structure de corps.
Cette construction est valable à partir de n'importe quel anneau intègre, on parle alors de corps des fractions.

## Propriétés

La dénombrabilité des rationnels strictement positifs

- L'ensemble ℚ, muni des lois d'addition et de multiplication données plus haut, forme un corps commutatif, le corps des fractions des entiers ℤ.
- Les rationnels sont le plus petit corps de caractéristique nulle. Tout autre corps de caractéristique nulle contient une copie de ℚ.
- La clôture algébrique de ℚ, c'est-à-dire le corps des racines des polynômes à coefficients rationnels est l'ensemble des nombres algébriques.
- ℚ est dense dans ℝ par construction même de ℝ. Plus « concrètement », pour tout réel {\displaystyle x}, la suite {\displaystyle u} définie par{\displaystyle \forall n\in \mathbb {N} \qquad u_{n}={\frac {E(10^{n}\times x)}{10^{n}}}}(où {\displaystyle E} est la fonction partie entière) est à valeurs rationnelles (et même décimales) et tend vers {\displaystyle x}, puisque{\displaystyle 0\leq x-u_{n}<10^{-n}.}
- Du point de vue de l'approximation diophantienne, les rationnels sont les réels les moins bien approchables par d'autres rationnels : pour plus de détails, voir « Mesure d'irrationalité ».
- L'ensemble des rationnels est dénombrable. Or par l'argument de la diagonale de Cantor, nous savons que le corps des nombres réels ne l'est pas. On dit alors que les nombres réels sont presque tous irrationnels, au sens de la mesure de Lebesgue, et que ℚ est un ensemble négligeable.
- La fonction f suivante, bijective de ℕ dans ℚ+, donne tous les nombres rationnels positifs ou nuls, avec le numérateur et le dénominateur toujours premiers entre eux par construction. Elle est inspirée des suites de Farey ou de la suite diatomique de Stern et consiste à effectuer un parcours en largeur de l’arbre de Calkin-Wilf :

{\displaystyle {\begin{cases}f(0)=0\\f(2n)={\frac {1}{f(n)+1}}\\f(2n+1)=f(n)+1.\end{cases}}}

## Topologie
Muni de la topologie de l'ordre usuel, ℚ est un corps topologique. Cela signifie que les opérations arithmétiques sont continues. L'addition est de plus compatible avec l'ordre (on parle de groupe ordonné).

### Limitations
Par contre, ℚ ne possède pas la propriété de la borne supérieure : l'ensemble des nombres rationnels x tels que x2 < 2 est majoré mais ne possède pas de plus petit majorant.
D'autre part, ℚ n'est pas un espace complet : il existe des suites de Cauchy de nombres rationnels qui ne convergent pas vers un nombre rationnel, comme la suite (xn) définie par récurrence suivant la méthode de Héron :
- x0 = 1
- pour tout n entier naturel non nul : xn+1 = xn/2 + 1/xn.

Ces deux limitations montrent notamment que des nombres essentiels en mathématiques, comme √2 ou π, ne sont pas rationnels. Cela conduit à compléter ℚ en construisant un ensemble plus grand, qui possède la propriété de la borne supérieure et dans lequel toute suite de Cauchy converge : l'ensemble des nombres réels.

## Nombrep-adique
On peut munir ℚ d'une autre métrique.
Soit {\displaystyle p} un nombre premier. On pose :
- pour tout entier non nul {\displaystyle a}, {\displaystyle |a|_{p}=p^{-n},} où {\displaystyle p^{n}} est la plus grande puissance de {\displaystyle p} divisant {\displaystyle a},
- {\displaystyle |0|_{p}=0}.

La fonction ainsi définie est complètement multiplicative, ce qui permet de poser sans ambiguïté, pour tout nombre rationnel {\displaystyle a/b} :
- {\displaystyle \left|{\frac {a}{b}}\right|_{p}={\frac {|a|_{p}}{|b|_{p}}}}.

Alors {\displaystyle d_{p}\left(x,y\right)=|x-y|_{p}} définit un espace métrique.
L'espace métrique {\displaystyle \left(\mathbb {Q} ,d_{p}\right)} n'est pas complet, et sa complétion est le corps ℚp des nombres p-adiques. Le théorème d'Ostrowski montre que toute valeur absolue non triviale sur ℚ est topologiquement équivalente soit à la valeur absolue usuelle, soit à une valeur absolue p-adique.

## Les nombres rationnels dans la vie courante
Les nombres rationnels sont très présents dans la vie et le langage courants, comme le montrent les exemples suivants :
- partage d'un gâteau, d'une collection : on divise en deux moitiés (pour 2 personnes), en trois tiers (3 personnes), en quatre quarts (4 personnes), en cinq cinquièmes (5 personnes), etc ;
- mesure de volume : un récipient peut faire un demi litre (soit la moitié d'un litre), trois quart de litre (par exemple la plupart des bouteilles de vin), etc ;
- indication de l'heure : "un quart d'heure" vaut 15 minutes, "une demi heure" 30 minutes ;
- sport : plusieurs sports sont organisés en deux mi-temps ;
- arbitrage entre deux personnes : on fait appel à un tiers , aussi appelé tierce personne.

Et de très nombreuses locutions contiennent une allusion au nombre rationnel {\displaystyle \textstyle {\frac {1}{2}}} : "verre à moitié vide, à moitié plein", être "à moitié convaincu", etc.

## Référence
1. ↑  Jean C. Baudet (2005), Mathématique et Vérité. Une philosophie du nombre, Paris, éd. L'Harmattan, coll. « Ouverture philosophique »,  (ISBN 978-2-296-39195-6), partie « Mais c'est quoi, un nombre ? », chap. « Les ensembles de nombres », note 11, p. 124 : « L'ensemble des nombres rationnels est généralement désigné par la lettre Q. […] Notation proposée par Giuseppe Peano en 1895, de l'italien quoziente (quotient). »
2. ↑  (en) « Origin of Q for the set of rational numbers? », sur hsm.stackexchange.com